# Gmina Delhi (Iowa)

Położenie Gminy Delhi w hrabstwie Delaware

Gmina Delhi (ang. Delhi Township) – gmina w USA, w stanie Iowa, w hrabstwie Delaware. Według danych z 2000 roku gmina miała 1047 mieszkańców, a jej powierzchnia wynosi 93,07 km².